# Solenopharyngidae
Famille
Les Solenopharyngidae sont une famille de vers plats aquatiques du sous-ordre des Dalytyphloplanida (ordre des Rhabdocoela).

## Systématique
Le nom valide complet (avec auteur) de ce taxon est Solenopharyngidae Graff, 1905. 26 espèces ont été identifiées dans cette famille.

### Sous-taxons
Selon la base de données World Register of Marine Species (23 décembre 2023), la famille des Solenopharyngidae regroupe les sous-familles et genres suivants :
- Famille des Solenopharyngidae
  - sous-famille des Anthopharynginae Ehlers, 1972
    - genre Anthopharynx Karling, 1940

  - sous-famille des Lenopharynginae Ehlers, 1972
    - genre Artinga Marcus, 1948
    - genre Espegrendia Westblad, 1954
    - genre Lenopharynx Beklemischev, 1929

  - sous-famille des Solenopharynginae Graff, 1882
    - genre Adenopharynx Ehlers, 1972
    - genre Aulopharynx Ehlers, 1972
    - genre Austradenopharynx Willems, Artois, Backeljau, & Schockaert, 2005
    - genre Culleopharynx Ehlers, 1972
    - genre Doliopharynx Ehlers, 1972
    - genre Proceropharynx Ehlers, 1972
    - genre Solenopharynx Graff, 1882
    - genre Sopharynx Beklemischev, 1929
    - genre Tensopharynx Ehlers, 1972
    - genre Trisaccopharynx Karling, 1940

  - genre Pilamonila Willems, Artois, Vermin, Backeljau & Schockaert 2004

### Synonymes
- le genre Tangaroa Marcus, 1952 est Trisaccopharynx Karling, 1940
- le genre Prosencephalus Uljanin, 1870 est Solenopharynx Graff, 1882

### Publication originale
(de) Ludwig von Graff, « Marine Turbellarien Orottavas und der Küsten Europas », Zeitschrift fur wissenschaftlige Zoologie, vol. 83, 1905, p. 68-150 lire